# Puig de Migdia (Mont-ras)
El Puig de Migdia és una muntanya de 84 metres que es troba al municipi de Mont-ras, a la comarca catalana del Baix Empordà.